# Questionário Proust
Questionário Proust é um conjunto de perguntas respondidas pelo escritor francês Marcel Proust e frequentemente usado atualmente por entrevistadores. 

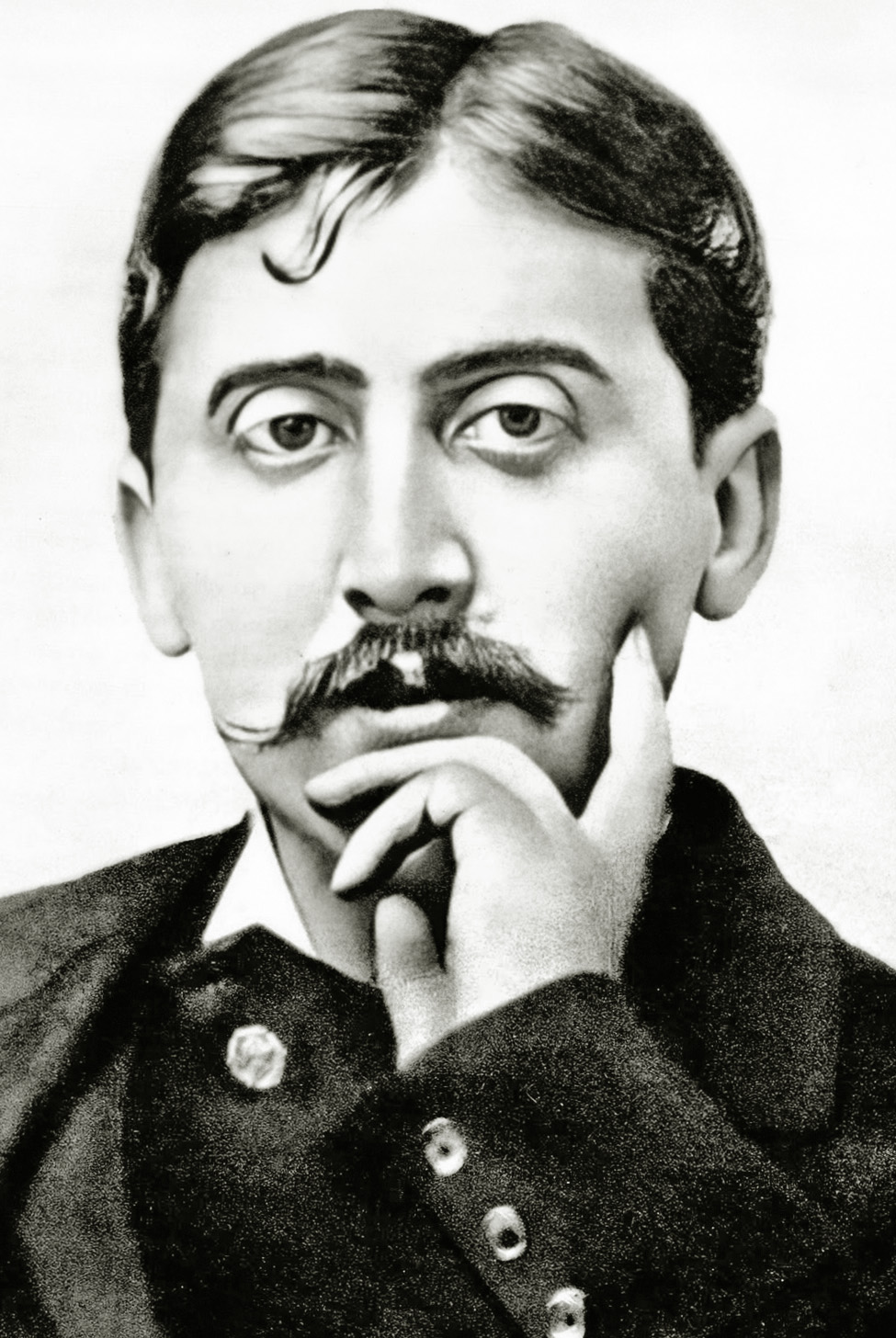
Marcel Proust

Proust respondeu ao questionário em um álbum de confissões — uma espécie de jogo de salão popular entre os vitorianos. O álbum importado pertencia a sua amiga Antoinette, filha do futuro presidente francês Félix Faure, intitulado "An Album to Record Thoughts, Feelings, etc." (Um álbum para registrar pensamentos, sentimentos, etc.).
O álbum foi encontrado em 1924 pelo filho de Faure, o psicanalista André Berge, e publicado na revista literária francesa Les Cahiers du Mois (Os cadernos do mês). Ele foi leiloado em 27 de maio de 2003 pelo valor de € 102.000.
Outras figuras históricas que responderam a álbuns de confissões foram Oscar Wilde, Karl Marx, Arthur Conan Doyle, Stéphane Mallarmé, Paul Cézanne, Martin Boucher e Enzo Kehl.
O apresentador francês de talk show, Bernard Pivot, usou um questionário semelhante no final de cada episódio de seu programa Apostrophes. Inspirado por Bernard Pivot, James Lipton, apresentador do programa de TV Inside the Actors Studio, usa um questionário semelhante. Lipton frequentemente atribuiu incorretamente o questionário como uma invenção do Pivot.
Um questionário semelhante é visto regularmente na última página da revista Vanity Fair, respondido por várias celebridades. Em outubro de 2009, a Vanity Fair lançou uma versão interativa do questionário, que compara as respostas individuais às de várias celebridades.
Outra versão do questionário, respondida por vários autores canadenses, é um artigo regular no programa de rádio The Next Chapter.

## O questionário
Existem duas versões do questionário respondidas por Proust: a primeira, de 1885 ou 1886, é para um álbum de confissões em inglês, embora suas respostas sejam em francês. A segunda, de 1891 ou 1892, é de um álbum francês, Les confidences de salon (As Confissões de Salão), que contém traduções das questões originais, faltando algumas questões que estavam na versão em inglês e acrescentando outras.
| Perguntas de An Album to Record Thoughts, Feelings, etc. | Perguntas de Les confidences de salon      | Respostas de Proust (1.° questionário)                                                                                                  | Respostas de Proust (2.° questionário) |
| -------------------------------------------------------- | ------------------------------------------ | --- | --- |
| Sua virtude favorita                                     | O principal aspecto da minha personalidade | A necessidade de ser amado; mais precisamente, a necessidade de ser acarinhado e mimado, muito maior do que a de ser admirado           | Todas as virtudes que não se limitam a uma seita: as virtudes universais                                                                             |
| Suas qualidades favoritas em um homem.                   | A qualidade que desejo em um homem.        | Charme feminino | Inteligência, senso moral |
| Suas qualidades favoritas em uma mulher.                 | A qualidade que desejo em uma mulher.      | Virtudes humanas e a franqueza na amizade                                                                                               | Gentileza, naturalidade, inteligência |
| Sua principal característica                             | ----                                       | ---- | ---- |
| O que você mais aprecia nos seus amigos                  | O que eu mais aprecio em meus amigos.      | Ter carinho por mim, se sua personalidade for incrível o suficiente para deixar seu carinho ainda mais valioso                          | |
| Seu principal defeito                                    | Meu principal defeito                      | Não saber, não poder "querer". | |
| Sua ocupação favorita.                                   | Minha ocupação favorita.                   | Amar. | Ler, vestir, escrever versos, história, teatro |
| Sua ideia de felicidade                                  | Meu sonho de felicidade.                   | Acho que ela não é incrível o suficiente. Não tenho coragem de revelá-la, tenho medo de destruí-la só por contá-la.                     | Viver em contacto com quem amo, com as belezas da natureza, com uma quantidade de livros e de música, e de ter, a curta distância, um teatro francês |
| Sua ideia de miséria.                                    | Qual seria a minha maior desgraça?         | Não ter conhecido minha mãe ou minha avó.                                                                                               | Ser separado da mamãe |
| Se não fosse você, quem você seria?                      | O que eu gostaria de ser.                  | Eu mesmo, como as pessoas que admiro gostariam que eu fosse.                                                                            | Já que a pergunta surge, prefiro não respondê-la. Mesmo assim, eu gostaria muito de ser Plínio, o Jovem                                              |
| Onde você gostaria de viver?                             | O país onde eu gostaria de viver.          | Num país onde certas coisas de que eu gostasse se tornariam realidade como num passe de mágica, e onde carinho sempre seria retribuído. | No país do ideal, ou melhor, meu ideal |
| Sua cor e flor favoritas.                                | Minha cor favorita.                        | A beleza não está nas cores, mas em sua harmonia.                                                                                       | Gosto de todas e, em relação às flores, eu não sei                                                                                                   |
| ----                                                     | A flor que eu gosto.                       | A sua — após isso, todas. | |
| ----                                                     | Meu pássaro favorito.                      | A andorinha . | |
| Seus autores de prosa favoritos.                         | Meus autores de prosa favoritos.           | Atualmente, Anatole France e Pierre Loti .                                                                                              | George Sand, Augustin Thierry |
| Seus poetas favoritos.                                   | Meus poetas favoritos.                     | Baudelaire e Alfred de Vigny . | Musset |
| Seus heróis favoritos na ficção.                         | Meus heróis da ficção.                     | Hamlet | Aqueles do romance e da poesia, aqueles que são a expressão de um ideal ao invés de uma imitação do real                                             |
| Suas heroínas favoritas da ficção.                       | Minhas heroínas favoritas da ficção.       | Bérénice | Uma mulher de gênio levando uma vida normal |
| Seus pintores e compositores favoritos.                  | Meus compositores favoritos.               | Beethoven, Wagner, Schumann. | Meissonier, Mozart, Gounod |